# Charles Gavan Duffy

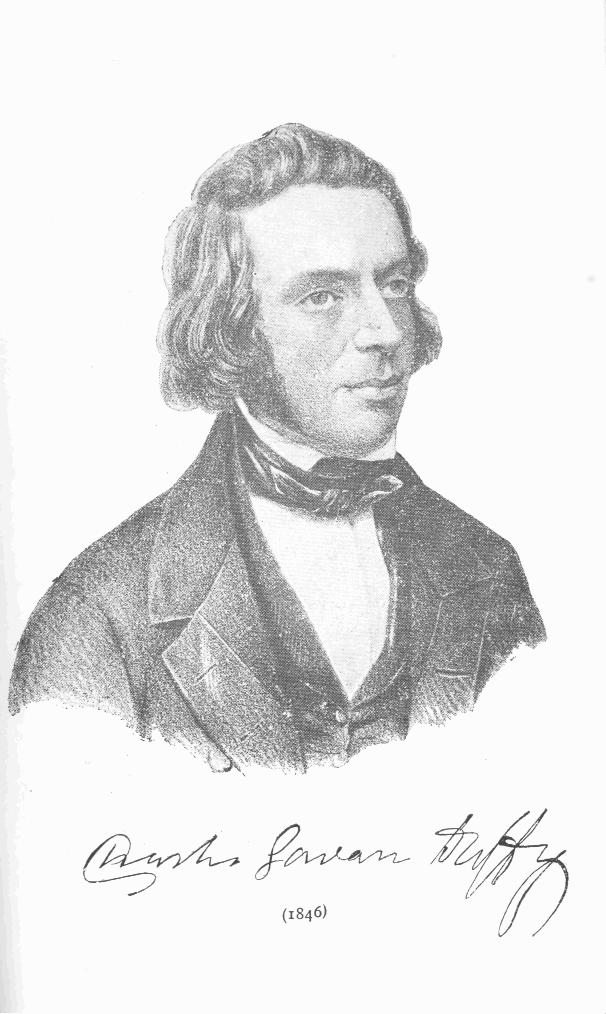
Charles Gavan Duffy em 1846

Sir Charles Gavan Duffy, KCMG (Condado de Monaghan, Irlanda, 12 de abril de 1816 – Nice, França, 9 de fevereiro de 1903) foi um nacionalista irlandês, poeta, jurista e político colonial da Austrália, tendo sido o 8.º primeiro-ministro de Victoria e uma das figuras mais multifacetadas na história política de Victoria. Duffy nasceu na Dublin Street, Monaghan, Condado de Monaghan, Irlanda, de uma família católica. Ambos os pais morreram quando Charles era menino, e o seu tio, que era sacerdote católico, foi o seu educador. Formou-se em direito, envolveu-se em política (era membro da Associação pela Derrogação e foi eleito para a Câmara dos Comuns do Reino Unido). Emigrou para a Austrália com a sua família em 1856.